# Herencia (kommunhuvudort)
Herencia är en kommunhuvudort i Spanien.   Den ligger i provinsen Provincia de Ciudad Real och regionen Kastilien-La Mancha, i den centrala delen av landet, 120 km söder om huvudstaden Madrid. Herencia ligger 650 meter över havet och antalet invånare är 7 879.
Terrängen runt Herencia är huvudsakligen platt, men åt sydväst är den kuperad. Terrängen runt Herencia sluttar österut. Runt Herencia är det ganska glesbefolkat, med 30 invånare per kvadratkilometer. Närmaste större samhälle är Alcázar de San Juan, 13,1 km öster om Herencia. Trakten runt Herencia består till största delen av jordbruksmark.